# Aare
De Aare is de grootste rivier die geheel op Zwitsers grondgebied loopt. Haar lengte is 295 km en haar stroomgebied 17.779 km². De Aare is een zijrivier van de Rijn, hoewel de Aare op Zwitsers grondgebied feitelijk veel meer water voert dan de Rijn.
De Aare begint in het Berner Oberland op de Aaregletsjer aan de voet van de Finsteraarhorn die tot de Berner Alpen behoort. Ze stroomt in noordwestelijke richting door het Haslital. Halverwege dit dal passeert de Aare bij Meiringen een kloof, de Aareschlucht. Bij Brienz stroomt ze in het Meer van Brienz, dat bij Interlaken in verbinding staat met het Meer van Thun. Vanaf Thun stroomt de Aare verder in noordwestelijke richting.
De Aare stroomt door de Zwitserse bondsstad Bern, neemt de Saane op en wordt bij Aarberg via het Aarekanaal naar een derde meer geleid: het Meer van Biel. Oorspronkelijk volgde de rivier een oostelijker koers en liet de Aare dit meer links liggen. Ten westen van Solothurn bereikt de rivier haar oorspronkelijke bedding weer. De Aare loopt hier inmiddels naar het noordoosten, evenwijdig aan de Jura, die ze scheidt van de Zwitserse Hoogvlakte.
Op dit traject neemt de Aare de Emme en (voorbij Olten en Aarau) de Reuss op alvorens de Rijn te bereiken. De benedenloop verloopt door het kanton Aargau, dat evenals het stadje Aarau naar de Aare is genoemd.

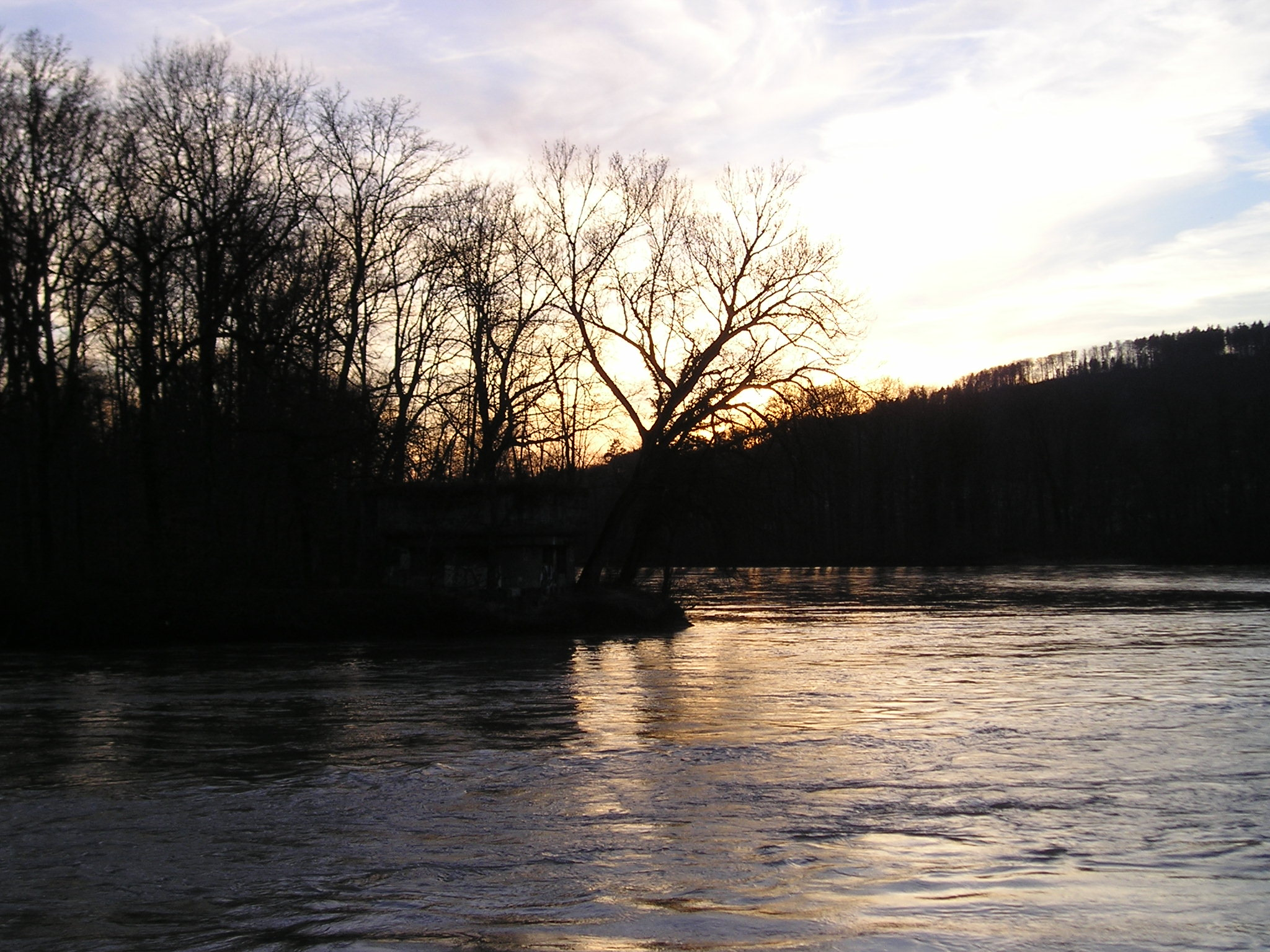
Aare ter hoogte van het "Wasserschloss"

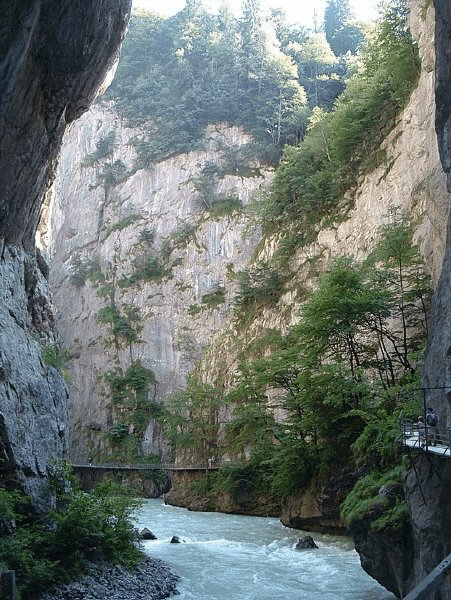
Aareschlucht in Meiringen

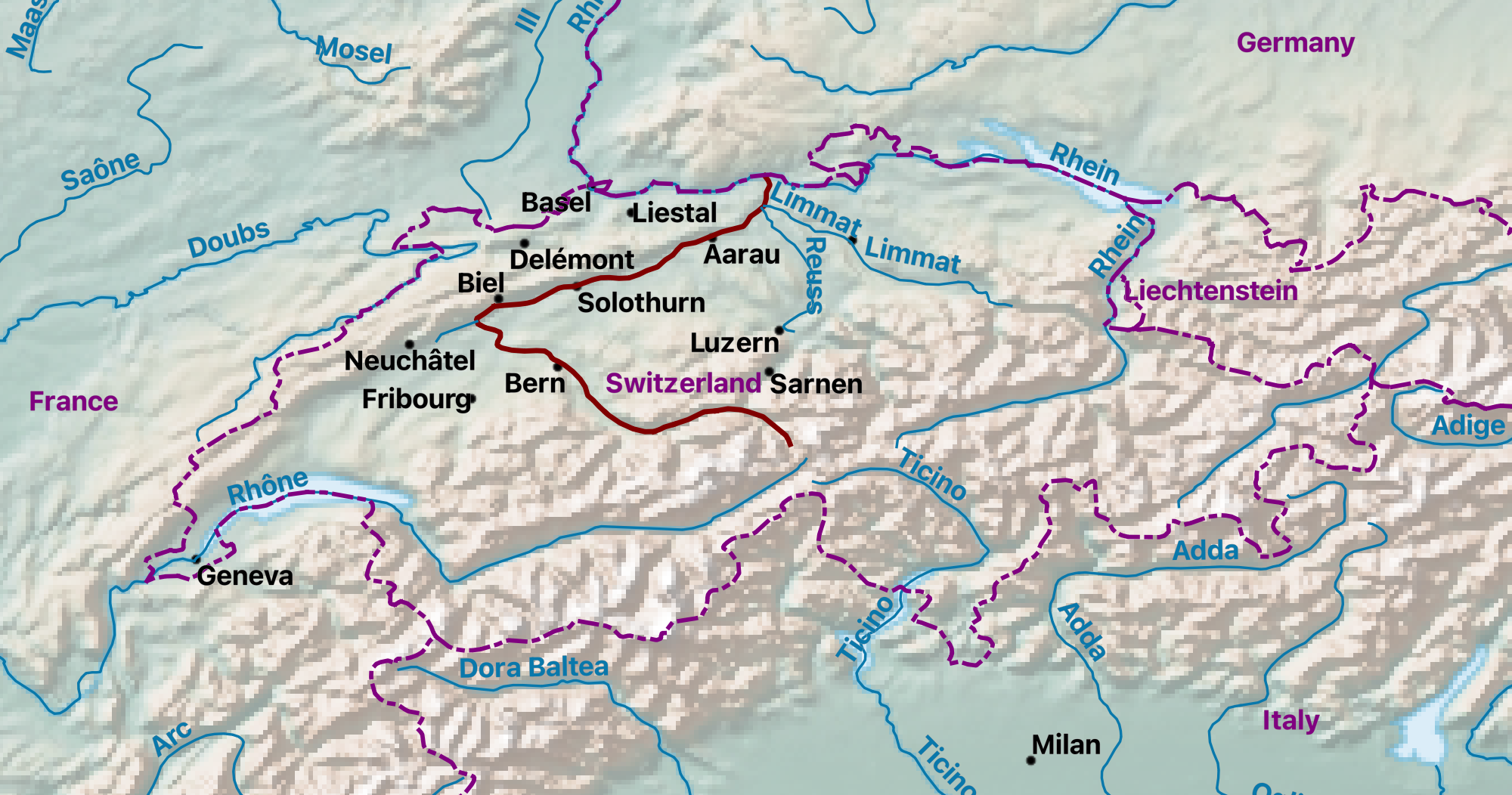
Loop van de Aare

- Gemeinsame Normdatei: 4000019-9
- Historisch woordenboek van Zwitserland: 008747
- Library of Congress Control Number: sh87000855
- Nationale Bibliotheek van Israël: 987007539030705171
- Virtual International Authority File: 315125839